# أمافارو
أمافارو (بالتاميلية: அம்மன்)، ( (بالكنادية: ಅಮ್ಮನವರು)، (بالتيلوغوية: అమ్మావరు)، (بالإنجليزية: Ammavaru)، وفقًا للاعتقاد الهندوسي الدارفيدي، هي الإلهة الأم البدئية. ومعروفة محليا في شرق وسط الهند، وتقدسها قبيلة درافيديان من التيلجو. يقال إنها وضعت (خلقت) البيضة الكونية في بحر الحليب، حيث خرج منها الآلهة الرئيسية: براهما، وفيشنو، وشيفا.